# Горновка
Го́рновка (рос. Горновка) — селище у складі Кур'їнського району Алтайського краю, Росія. Входить до складу Івановської сільської ради.

## Населення
Населення — 192 особи (2010; 255 у 2002).
Національний склад (станом на 2002 рік):
- росіяни — 92 %